# Kabinett Morawiecki III
Das Kabinett Morawiecki III war ab seiner Vereidigung am 27. November 2023 bis zum 11. Dezember 2023 die Regierung der Republik Polen. Damit war die Regierung offiziell nur 14 Tage im Amt. Sie führte die Amtsgeschäfte bis zur Ernennung des Kabinetts Tusk III am 13. Dezember 2023 weiter. Sie wurde von Mateusz Morawiecki geleitet, der ab dem 11. Dezember 2017 Ministerpräsident war. Die Regierung wurde trotz fehlender Mehrheit nach der Parlamentswahl vom 15. Oktober 2023 von Präsident Andrzej Duda vereidigt. Innerhalb von 14 Tagen musste Morawiecki dem Sejm (Unterhaus des polnischen Parlaments) die Vertrauensfrage stellen, an der er wie erwartet am 11. Dezember 2023 scheiterte (die Regierung erhielt 190 Stimmen bei 266 Gegenstimmen der insgesamt 460 Abgeordneten). Die drei Fraktionen der bisherigen Opposition, die über die notwendige parlamentarische Mehrheit zur Regierungsbildung verfügten und bereits einen Koalitionsvertrag unterschrieben hatten, kritisierten das Vorgehen des Präsidenten, das den Regierungswechsel verzögerte. Dadurch sei es möglich geworden, dass die „PiS in den vergangenen Wochen immer offenkundiger ihre Leute in Positionen gebracht, Regeln zu ihren Gunsten geändert und Akten vernichtet [habe], um eine kommende Reform und juristische Aufarbeitung zu erschweren.“ Auch deutsche und weitere internationale Medien kritisierten das Vorgehen der PiS.

## Regierungsparteien
| Partei | Partei                                               | Parteivorsitzende/-r | Politische Ausrichtung                           | Abgeordnete | Anmerkung |
| ------ | ---------------------------------------------------- | -------------------- | ------------------------------------------------ | ----------- | --------- |
|        | Prawo i Sprawiedliwość (PiS) Recht und Gerechtigkeit | Jarosław Kaczyński   | nationalkonservativ, EU-skeptisch, rechtsradikal | 161/191     |           |
|        | Suwerenna Polska (SP) Souveränes Polen               | Zbigniew Ziobro      | rechtsextrem, EU-feindlich                       | 18/191      |           |
|        | OdNowa RP (ONRP) Erneuerung der Republik Polen       | Marcin Ociepa        | konservativ, rechts                              | 5/191       |           |
|        | Partia Republikańska (PR) Republikanische Partei     | Adam Bielan          | nationalkonservativ, rechtsradikal               | 4/191       |           |
|        | Polskie Sprawy (PS) Polnische Angelegenheiten        | Agnieszka Ścigaj     | konservativ, rechts                              | 1/191       |           |

## Regierungsmitglieder
| Amt                                                         | Bild | Name                           | Partei           |
| ----------------------------------------------------------- | ---- | ------------------------------ | ---------------- |
| Ministerpräsident                                           |      | Mateusz Morawiecki             | PiS              |
| Ministerin und Leiterin der Kanzlei des Ministerpräsidenten |      | Izabela Antos                  | Parteilos        |
| Minister für nationale Verteidigung                         |      | Mariusz Błaszczak              | PiS              |
| Ministerin für Familien- und Sozialpolitik                  |      | Dorota Bojemska                | Parteilos        |
| Ministerin für Kultur und nationales Erbe                   |      | Dominika Chorosińska           | PiS              |
| Ministerin für Sport und Tourismus                          |      | Danuta Dmowska-Andrzejuk       | Parteilos        |
| Minister für Infrastruktur                                  |      | Alvin Gajadhur                 | Parteilos        |
| Ministerin für Landwirtschaft und ländliche Entwicklung     |      | Anna Gembicka                  | PiS              |
| Ministerin für Regionalpolitik                              |      | Małgorzata Jarosińska-Jedynak  | Parteilos        |
| Minister für Finanzen                                       |      | Andrzej Kosztowniak            | PiS              |
| Ministerin für Gesundheit                                   |      | Ewa Krajewska                  | Parteilos        |
| Ministerin für Klima und Umwelt                             |      | Anna Łukaszewska-Trzeciakowska | Parteilos        |
| Ministerin für Entwicklung und Technologie                  |      | Marlena Maląg                  | PiS              |
| Ministerin für Staatsvermögen                               |      | Marzena Małek                  | Parteilos        |
| Minister für Bildung und Wissenschaft                       |      | Krzysztof Szczucki             | PiS              |
| Minister für Inneres und Verwaltung                         |      | Paweł Szefernaker              | PiS              |
| Minister für Auswärtiges                                    |      | Szymon Szynkowski vel Sęk      | PiS              |
| Minister für Justiz                                         |      | Marcin Warchoł                 | Suwerenna Polska |
| Minister in der Kanzlei des Ministerpräsidenten             |      | Jacek Ozdoba                   | Suwerenna Polska |